# Brooke Forde
Brooke Elizabeth Forde (* 4. März 1999 in Louisville, Kentucky) ist eine ehemalige Schwimmerin aus den Vereinigten Staaten. Sie gewann bei Olympischen Spielen eine Silbermedaille.

## Sportliche Karriere
Brooke Forde schwamm von 2017 bis 2021 für das Sportteam der Stanford University. In dieser Zeit gewann sie drei Meistertitel der National Collegiate Athletic Association im Freistilschwimmen und im Lagenschwimmen.
2015 belegte sie bei den Juniorenweltmeisterschaften den vierten Platz über 400 Meter Lagen und den achten Platz über 200 Meter Lagen. Zwei Jahre später erreichte sie bei der Universiade 2017 in Taipeh den fünften Platz über 400 Meter Lagen und den siebten Platz über 200 Meter Lagen. Brooke Forde schwamm im Vorlauf der 4-mal-200-Meter-Freistilstaffel. Da diese Staffel im Finale den zweiten Platz belegte, erhielt auch Forde eine Silbermedaille für ihren Einsatz im Vorlauf. 2018 bei den Pan Pacific Championships in Tokio wurde Forde Vierte über 400 Meter Lagen. Im Jahr darauf verfehlte Forde bei den Weltmeisterschaften in Gwangju als Vorlaufneunte über 400 Meter Lagen den Finaleinzug um 0,82 Sekunden. Bei den erst 2021 ausgetragenen Olympischen Spielen in Tokio schwamm die 4-mal-200-Meter-Freistilstaffel mit Bella Sims, Paige Madden, Katie McLaughlin und Brooke Forde die hinter den Australierinnen zweitschnellste Vorlaufzeit. Im Finale unterboten Allison Schmitt, Paige Madden, Katie McLaughlin und Katie Ledecky die Vorlaufzeit um fast sieben Sekunden. Es gewannen die Chinesinnen mit vier Zehntelsekunden vor dem US-Quartett, 0,56 Sekunden dahinter wurde die australische Staffel Dritte. Alle sechs beteiligten Schwimmerinnen aus den Vereinigten Staaten erhielten eine Silbermedaille.